# 三菱ふそうトラック・バス
三菱ふそうトラック・バス株式会社（みつびしふそうトラック・バス）は、神奈川県川崎市中原区に本社を置く、商用車（トラック・バス等）および産業用エンジンの製造会社である。
2000年、三菱自動車がトラック・バス事業をABボルボとの提携により社内カンパニー三菱ふそうトラック・バスカンパニーを設立。2001年、提携パートナーがダイムラー・クライスラー（現・ダイムラー・トラック）に変更され、2003年に独立会社三菱ふそうトラック・バス株式会社として設立した。2005年までに三菱自動車は所有する全株式をダイムラー・クライスラーと三菱グループ会社に売却・譲渡し、資本関係は解消された。

## 会社概要
ドイツのダイムラー・トラックの傘下である。三菱グループ各社とも資本関係を含めた一定の関係を維持しており、三菱金曜会 及び三菱広報委員会 の会員企業である。競合するいすゞ自動車や日野自動車と異なり、2021年時点でも非上場である。兵庫県尼崎市に本社を置く産業機械メーカーのフソー株式会社とは社名が似ているが一切無関係である。

### 社名の由来
社名の「ふそう」は、1932年当時三菱重工業（初代）の前身である三菱造船にて、大型車事業を開始したときに社内公募により決定されたもので、日本の別称「扶桑」に由来する。
なお、自動車検査証における車名は分社化前と同じく「三菱」だが、車名コードは三菱自工が「313」なのに対して、2016年以降に型式指定を受けた車両は「318」として区分される。なお、過去には車名が「ふそう（272）」となっていたこともあった。

### 代表者
- 代表取締役会長 永塚 誠一
- 代表取締役社長・CEO カール・デッペン
- 代表取締役副社長・CFO・財務管理本部長 ヘタル・ラリギ

### 株主構成
- ダイムラー・トラック：89.29%
- 三菱UFJ銀行：2.38%
- 三菱重工業：2.38%
- 三菱商事：2.38%
- その他三菱グループ：3.57%

## 沿革

### 三菱造船
- 1917年 - 三菱合資会社から造船業の一切を引き継いだ三菱造船が設立される。
- 1918年 - 三菱の自動車生産の先駆けとなる「三菱A型乗用車」が誕生。
- 1932年 - 三菱造船神戸造船所でB46型ガソリンバス完成、「ふそう」と命名。

### 三菱重工業（三菱日本重工業）
- 1934年4月 - 三菱造船は三菱重工業に社名変更。
- 1937年 - 生産拠点を東京製作所（2016年現在の川崎製作所）へ変更。
- 1946年 - 戦後初のふそうバスB1型大型ボンネットバス発売。
- 1950年1月 - 過度経済力集中排除法により3社に分割され、東日本重工業となる。
- 1950年 - B25型大型ボンネットバス発売。
- 1952年6月 - 三菱日本重工業に社名変更。
- 1959年 - 国産量産初の大型キャブオーバートラック8t車・T380型発売。中型トラック（2.5〜3t）・ジュピター発売。
- 1960年8月 - T330型ボンネット型8t車発売。
- 1961年2月 - T385型キャブオーバー型8t車発売。
- 1962年 - AR820型高速バス発売。
- 1963年 - 三菱ふそう小型トラックの基盤を築いた初代キャンター・T720型発売。
- 1964年6月 - 1950年に分割された3社が再び合併し、三菱重工業となる。
- 1967年 - 大型トラック・T950型発売。
- 1970年 - 中型トラック・T650型発売。

### 三菱自動車工業
- 1970年6月1日 - 三菱自動車工業として独立。社内での大型部門の略称は「ト・バ」（トラック・バス）であった。
- 1973年 - 大型トラック・Fシリーズ発売開始。
- 1976年 - 中型トラック・FKシリーズ発売開始。
- 1982年 - 大型観光バス・エアロバス発売開始。
- 2000年 - 組織的なリコール隠しが発覚。乗用車部門は市場の信頼を失い、販売台数が大幅に低下したが、トラック・バス部門は販売面での影響をほとんど受けず、2002年度時点でも10年連続国内市場シェアトップを獲得していた[7][注釈 2]。詳細は三菱リコール隠しを参照。

### 三菱ふそうトラック・バス
- 2003年
  - 1月6日 - 三菱自動車工業からトラック・バス部門と産業用エンジン部門の一部が分社化、三菱ふそうトラック・バスとして独立。株主構成比率は、ダイムラー・クライスラー（現：メルセデス・ベンツ・グループならびダイムラー・トラック）が43%、三菱自動車が42%、三菱グループ各社が15%。
  - 5月6日 - 本社を東京都港区港南の品川三菱ビル（現・品川グランドセントラルタワー）へ移転。
- 2004年
  - 組織的なリコール隠しに端を発し、トラックの車輪脱落による死亡事故が問題となる。詳細は三菱リコール隠しを参照。
  - 11月1日 - 日産自動車に小型車（キャンター・ローザ）用ディーゼルエンジンのOEM供給を開始（日産ではシビリアンに搭載）。
- 2005年
  - 3月 - 株主構成比率がダイムラークライスラー85%、三菱グループ各社が15%となり、ダイムラークライスラーの連結子会社となる。
  - 6月13日 - 日産ディーゼル工業（現・UDトラックス）から、尿素SCR（選択的触媒還元）システム（日産ディーゼルでは「FLENDS」と呼称）に関する技術の提供を受けることを発表。
- 2006年
  - 2月28日 - 三菱ふそうテクノメタル株式会社（現・テクノメタル株式会社）の株式66%を旭テック株式会社へ売却。
  - 3月1日 - 国内連結対象販売会社26社を統合。
  - 4月1日 - ふそうエンジニアリング株式会社を統合。
  - 7月5日 - キャンター エコ ハイブリッドを発売し、ハイブリッドカー市場に参入。
  - 12月 - 本社を神奈川県川崎市幸区の新川崎三井ビルディングウェストタワーに移転。
- 2007年
  - 5月21日 - 日産ディーゼル工業スペースランナーRAとの相互OEM供給車、エアロスター-Sの販売を開始。
    - 詳細はこの発表（ふそう）を参照。

  - 8月 - 三菱ふそうバス製造におけるエアロスターノンステップバス（MP37系）の製造を一時中止（2009年再開[8]、HEV車除く）。保有していたテクノメタル株式会社の残りの株式34%を旭テック株式会社へ売却。
- 2009年
  - 2月25日 - 2008年年間の世界販売台数が19万7千台超となり、過去最高値を記録した。
  - 4月20日 - キャンター エコ ハイブリッドを改良し、出力と燃費の向上を図った。これにより同車の燃費はクラストップレベル（11.0km/L）となった。
  - 7月6日 - ロシア市場開拓に向け、ロシアの商用車最大手のKAMAZとトラックを生産・販売する合弁事業の設立合意書に調印。
  - 8月31日 - 日産ディーゼル工業とバス事業に関する合弁会社の設立協議を開始するための覚書を締結。バスの企画・研究開発・生産・販売の事業を両社から合弁会社へ移管統合するために協議を続けるする方針[9][10]。
- 2010年10月29日 - UDトラックスとのバス事業に関する合弁会社の設立協議・交渉および相互OEM供給の打ち切りが発表された[11][12]。
- 2011年1月11日 - ダイムラーAGから300億円の増資を受けたことを発表[13]。
- 2012年
  - 6月29日 - 日産自動車と日本市場向け小型トラックの相互OEM供給で基本合意[14]。
  - 11月19日 - 住居表示の実施により本社所在地の住所表記が「川崎市幸区鹿島田890番地12」から「川崎市幸区鹿島田一丁目1番2号」に変更。
- 2013年5月23日 - ダイムラー・インディア・コマーシャル・ビークルズにて生産されるアジア・アフリカ地域向け戦略車を発表[15]。
- 2019年1月7日 - 本社を川崎製作所内に新築した新社屋に移転。
- 2020年5月28日 - アメリカ合衆国およびカナダ市場からの撤退を発表。新車販売を終了し、2028年まで保証修理、保守サービス、部品交換といったアフターサービスを提供する方針である[16][17]。
- 2023年
  - 4月27日 - ドイツ商用車大手のダイムラー・トラックが米国向け中型電動トラックのブランド「ライゾン（Rizon）」を立ち上げた。いすゞ自動車や日野自動車に対抗する[18]。
  - 5月30日 - 日野自動車との統合に関する基本合意書を、両社それぞれの親会社であるダイムラー・トラックとトヨタ自動車を交えた4社で締結[19]。

## 事件・不祥事

### 独占禁止法に基づく社名公表
2024年3月15日、公正取引委員会は「下請け企業との価格転嫁の交渉に適切に応じなかった企業名の公表」を行い、三菱ふそうトラック・バスが該当企業であったことが判明した。

## 開発・生産拠点

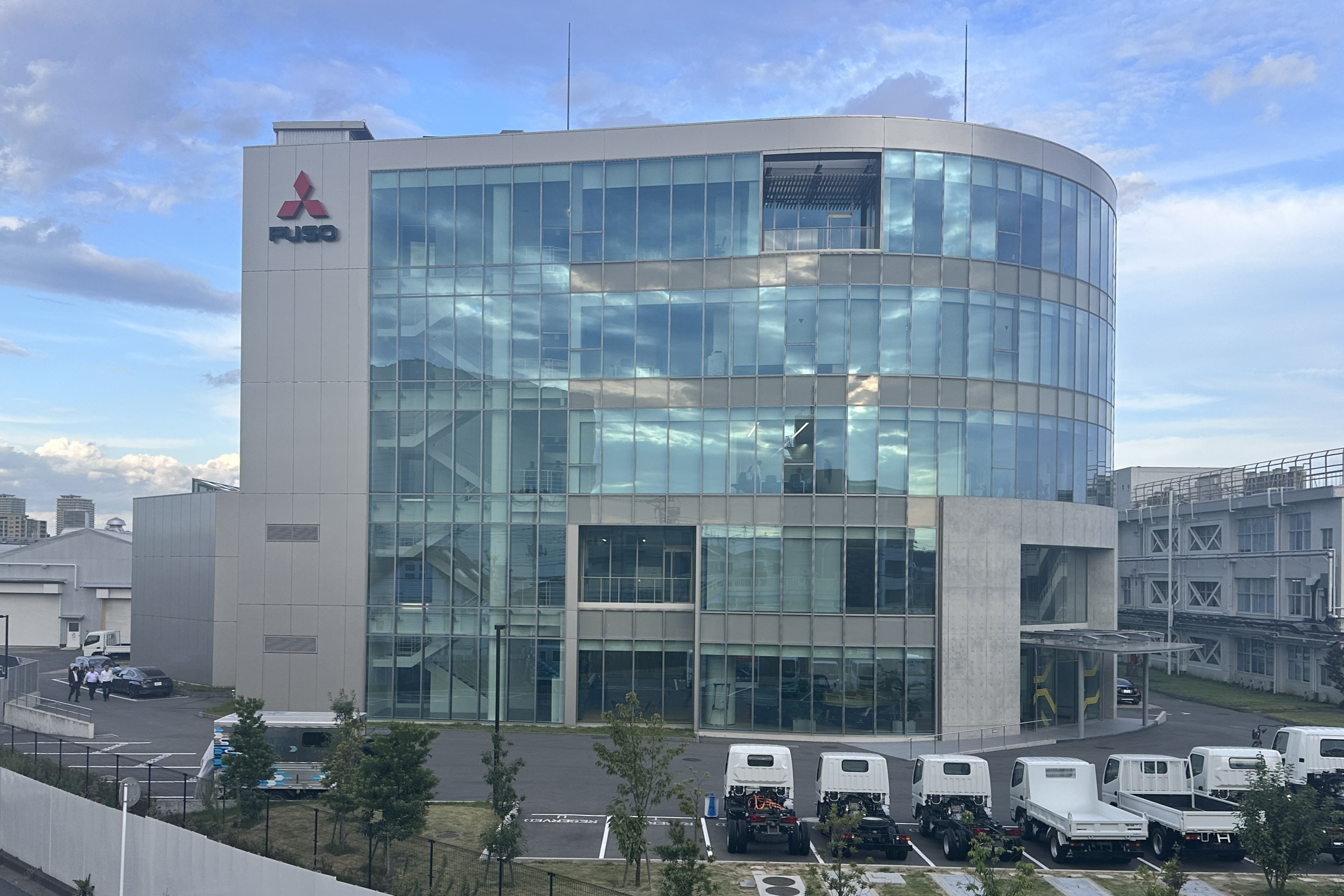
現在の本社

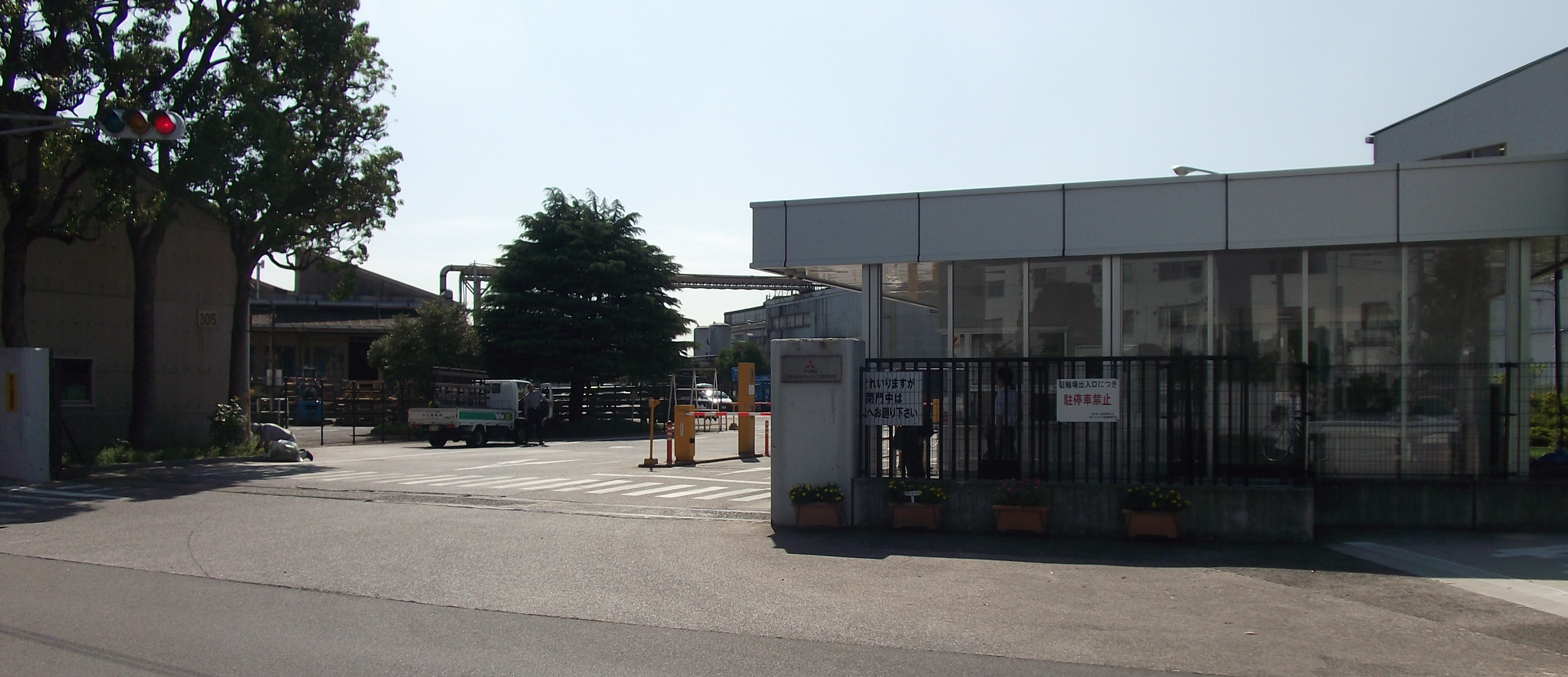
K1地区

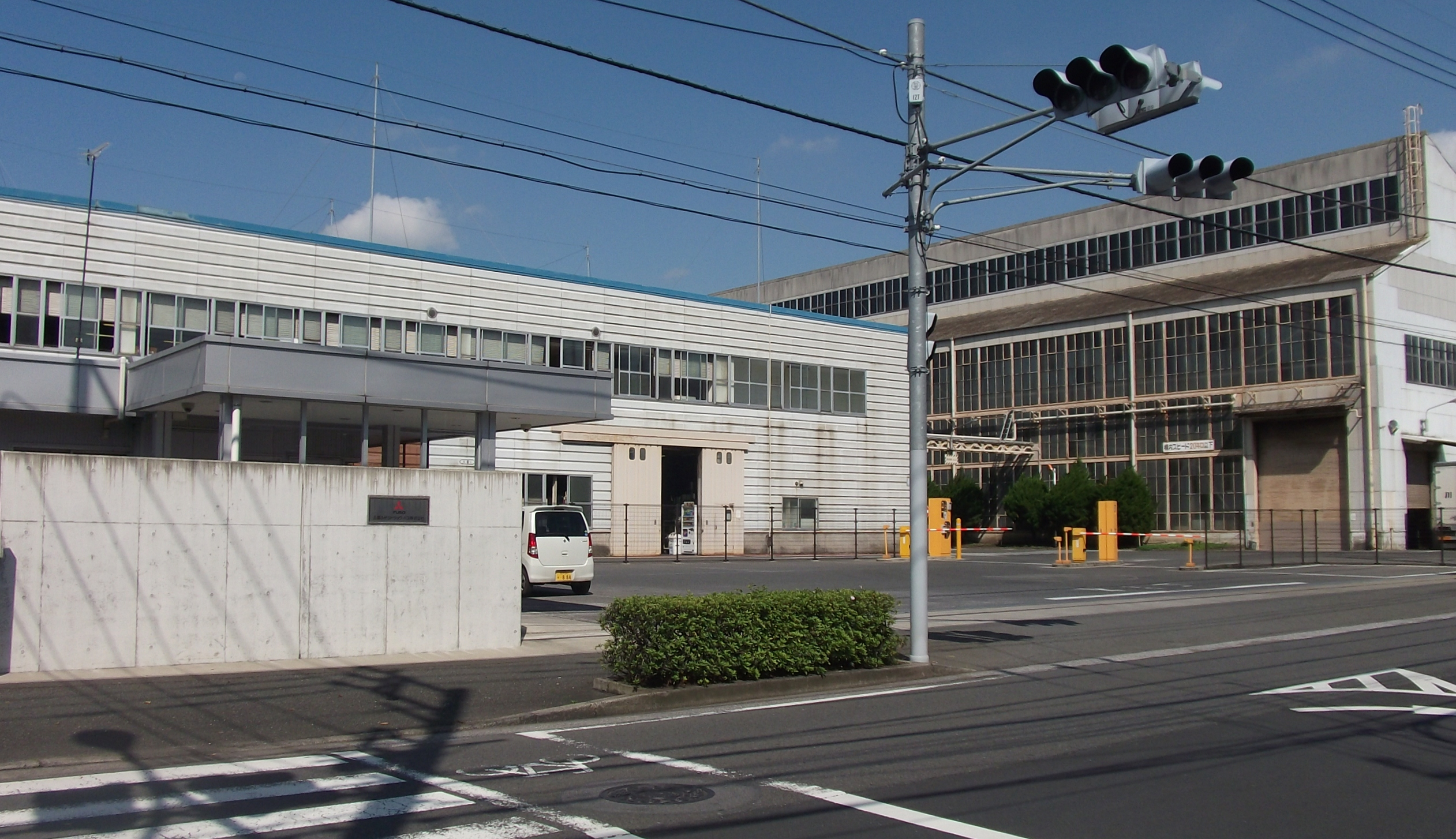
K2地区

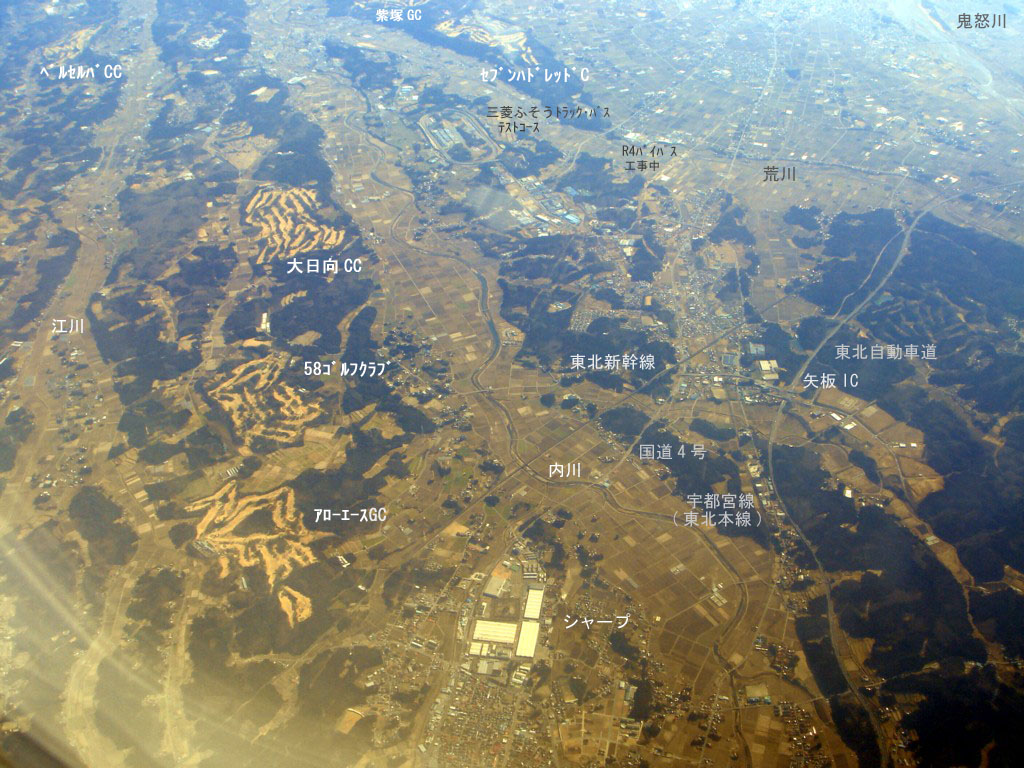
写真中央奥に喜連川研究所のテストコースがある。矢板市上空よりさくら市方向を望む。

- 川崎製作所・技術センター（神奈川県川崎市中原区大倉町10）
  - 小中大型トラック生産・開発

小型・大型トラックは上記住所の地区（通称K1地区）、中型トラックは同区西加瀬地区（通称K2地区）にて製造されていたが、K2地区については工場機能の再編整備に伴い大和ハウス工業に売却された。なおK2地区は荏原製作所川崎工場であった。
- 喜連川研究所（栃木県さくら市鷲宿）
  - 先行開発・車輌評価、テストコース
- 中津工場（神奈川県愛甲郡愛川町）
  - トランスミッション用歯車
- シュトゥットガルトオフィス
  - 大型トラック用エンジンの開発。

### グループ会社
- 三菱ふそうバス製造株式会社（本社：富山県富山市婦中町道場）
  - バス車体製造

- ふそうテクニカルサービス株式会社（本社：神奈川県川崎市中原区）
  - 三菱ふそう生産技術・ラインメンテナンス関連業務請負
  - 三菱自動車・三菱ふそう社内のインハウス旅行代理業
  - 不動産仲介業 その他

2016年現在、三菱ふそう生産技術・ラインメンテナンス関連業務請負部門は、三菱ふそうトラック・バス株式会社本体に人員とも吸収されている。
- 株式会社ふそうテック（本社：神奈川県愛甲郡愛川町）
  - トラック・バス特装事業
  - オプション事業
  - 試作事業

- 株式会社パブコ（本社：神奈川県海老名市）
  - トラック荷台製造
  - 三菱ふそうトラックのキャビン周りアフターパーツ供給

- Mitsubishi Fuso Truck Europe（本社：ポルトガル）
  - 欧州向け小型トラック（キャンター）を製造する欧州中核拠点

- Mitsubishi Fuso Truck Thailand（本社：タイバンコク）
  - アジア向け小型トラック（キャンター）を製造するアジア中核拠点

- 山陽自動車運送株式会社（阪神電気鉄道の関連会社でもある）

## 現行車種一覧

### トラック
- 大型（10tクラス）
  - スーパーグレート
- 中型（4tクラス）
  - ファイター
- 小型（2t、1.5tクラス）
  - キャンター
- 防衛省向け

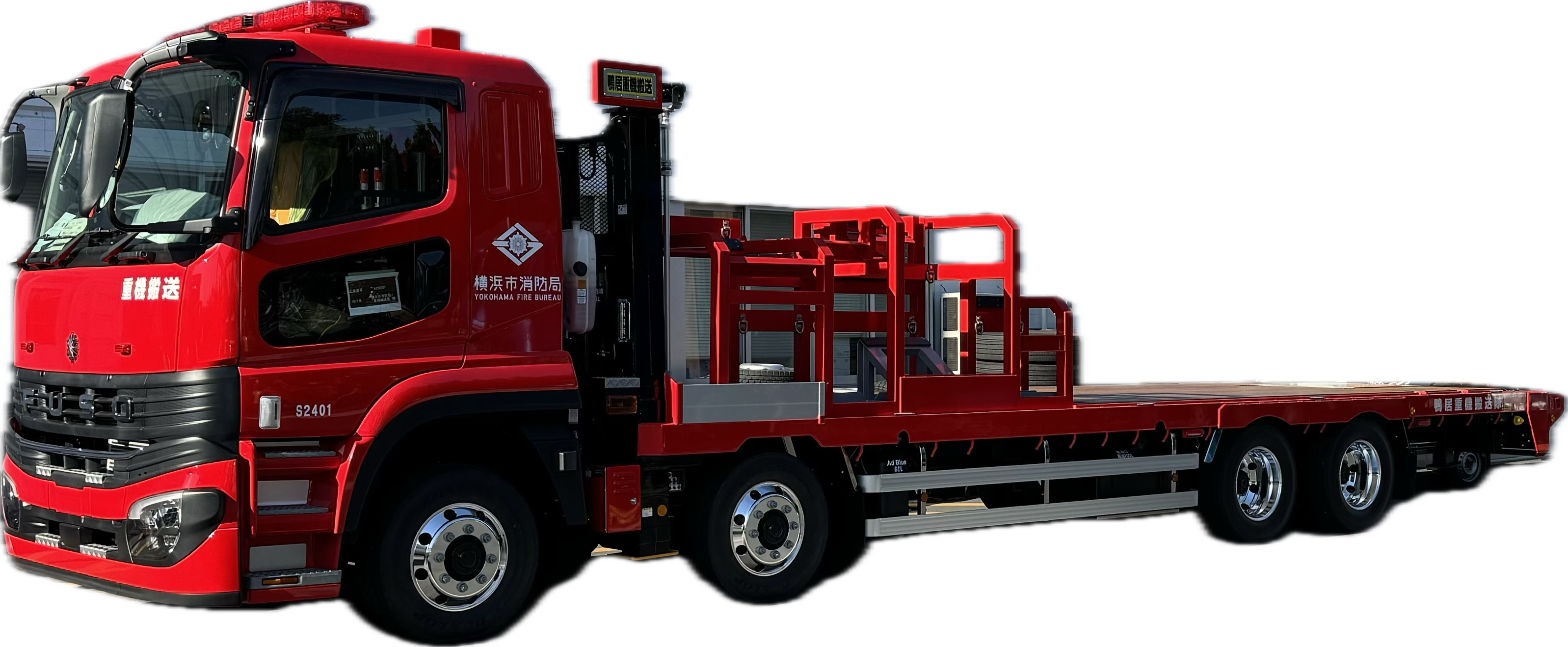
スーパーグレートFS

  - 7tトラック（旧名称：74式特大型トラック）

### バス

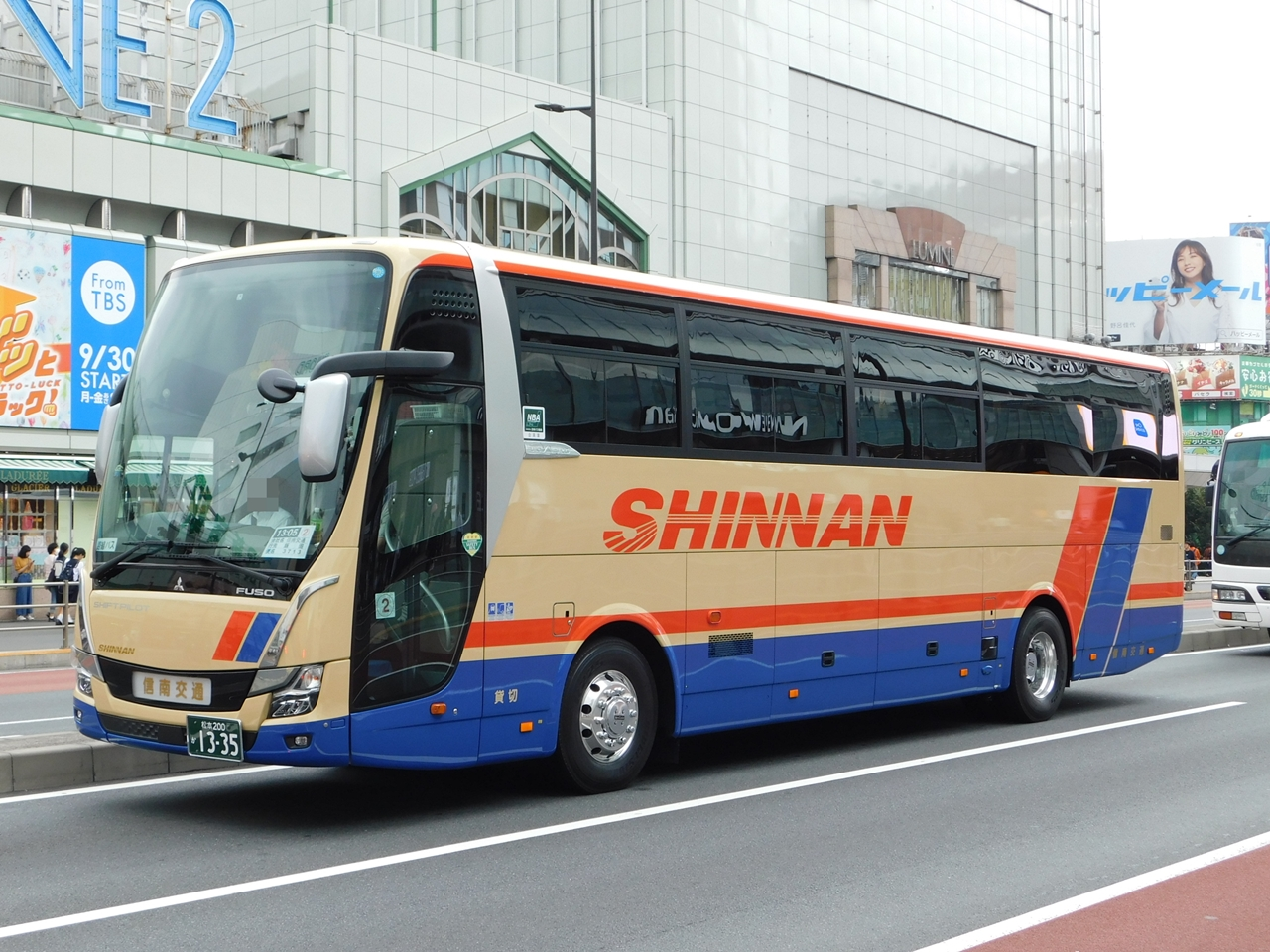
エアロクィーン

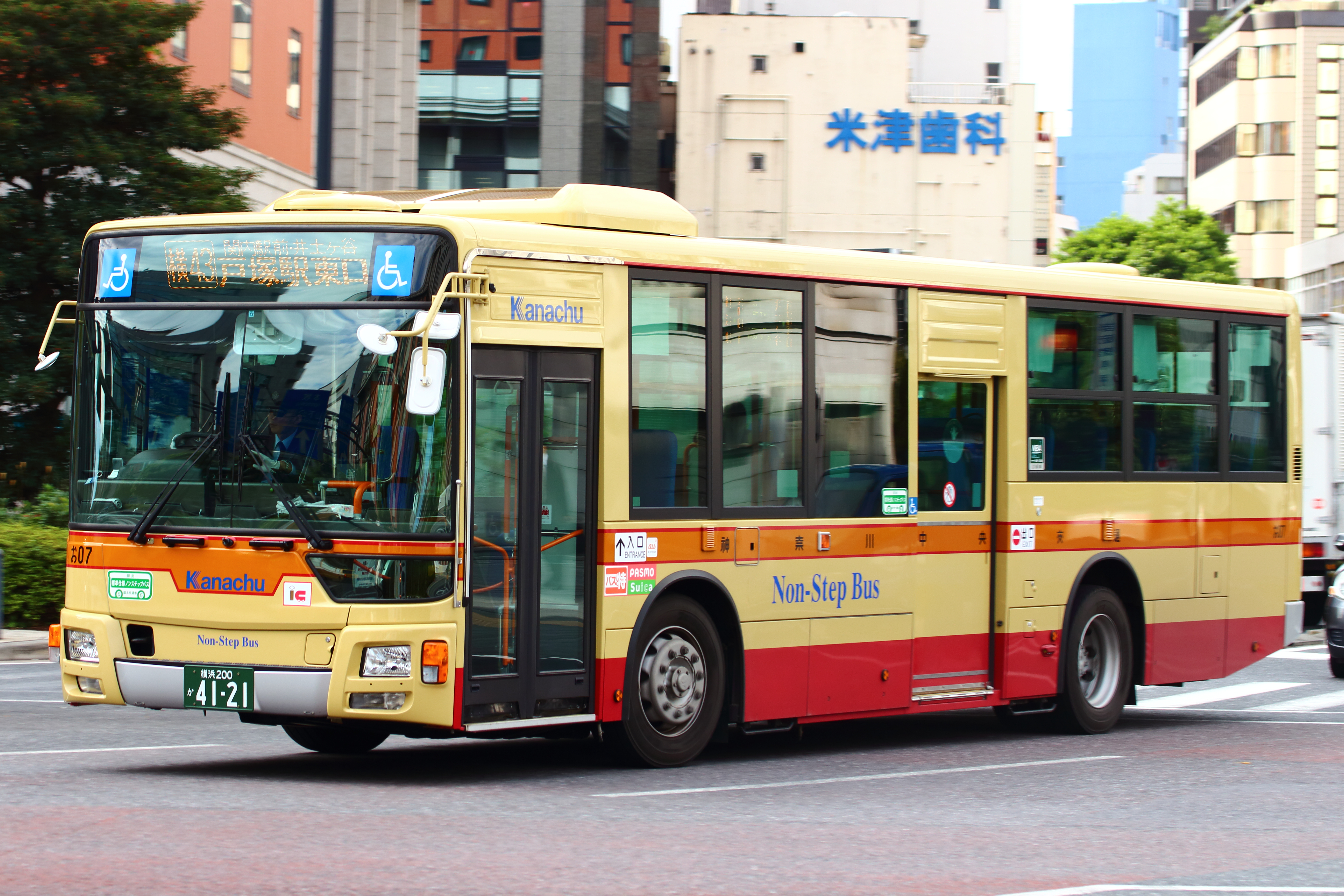
エアロスター

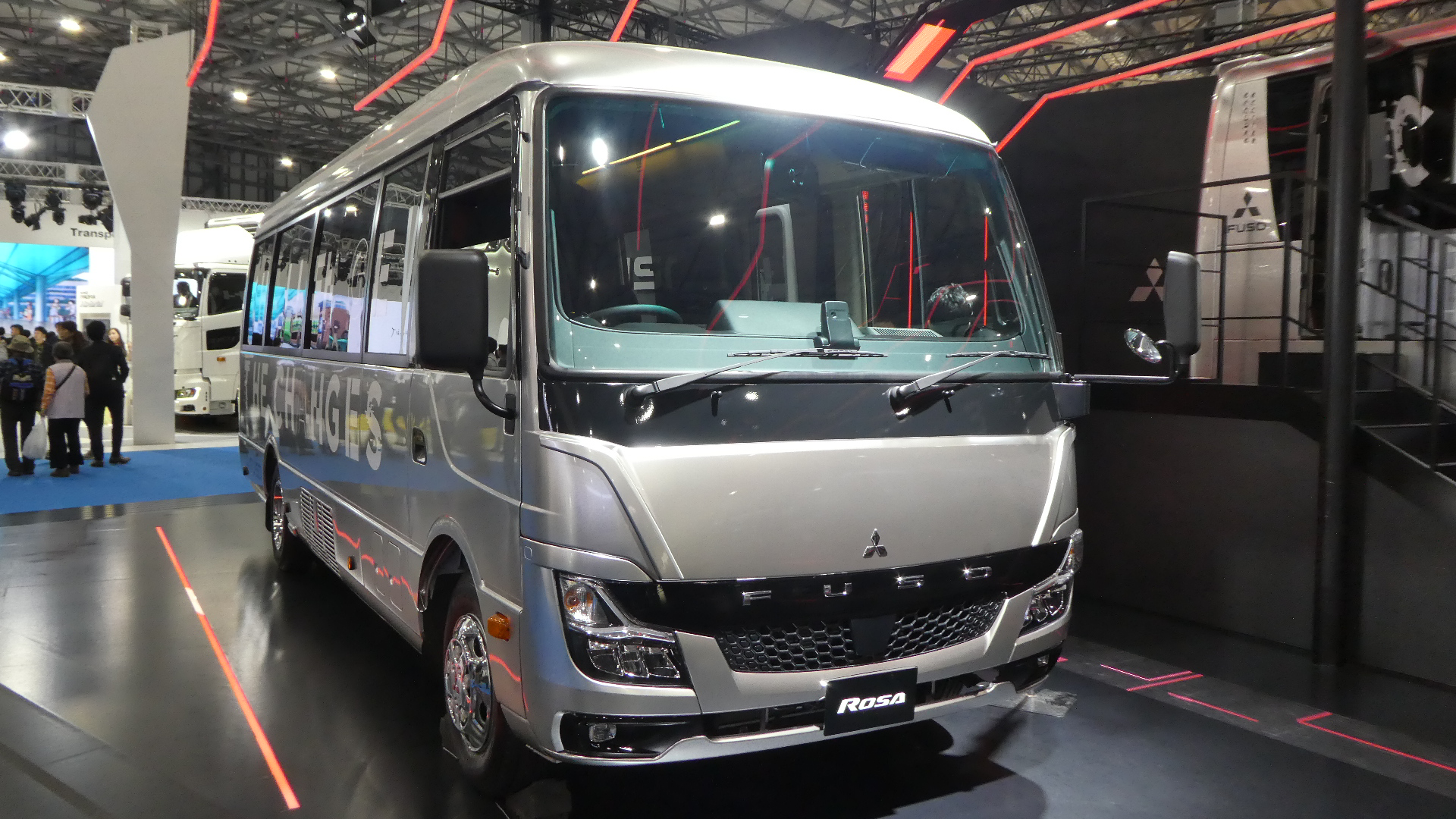
ローザ

2007年からUDトラックス（旧・日産ディーゼル工業、以下UD）とバス製造事業において業務提携を行い、両社間で部品単位や完成品単位でのOEM供給が行われた。さらに2009年8月よりUDとバス事業の統合に向け協議が進められていたが、その間にUD側で製造してきた西日本車体工業が2010年8月をもってバス製造事業を終えたため、2010年9月以降UDのバスは三菱ふそうからのOEM車種のみになった。さらに、同年10月29日に統合に関する協議を打ち切り、これまで通り三菱ふそうでの事業続行とUDへのOEM供給の終了が発表された。UD側は2012年に国内でのバス事業を終了した。
- 大型観光バス
  - エアロクィーン（3代目）（MS系・スーパーハイデッカー）
  - エアロエース（3代目）（MS系・ハイデッカー）
- 大型路線バス
  - エアロスター（2代目）[注釈 3]（MP系）
- 小型マイクロバス
  - ローザ（BE系）

### バン
- 小型商用バン
  - キャンターバン（日産・キャラバンのOEM、中東地域専売）

### 産業用エンジン
- Mシリーズ（排気量2.8〜7.5L、4・6気筒）
- D3シリーズ（排気量3.6〜5.9L、4・6気筒）
- D1シリーズ（排気量7.5L、6気筒）
- D2シリーズ（排気量11.9L、6気筒）
- DCシリーズ（排気量16L、8気筒）

## 絶版車種一覧
生産年次順に記載。

### トラック
- T44（ジュピター）（中型トラック）
- Tシリーズ（大型・中型トラック）
- Wシリーズ（大型セミトラクタ）
- Fシリーズ（大型トラック）
- FKシリーズ（中型トラック）
- ザ・グレート（大型トラック）

### バス

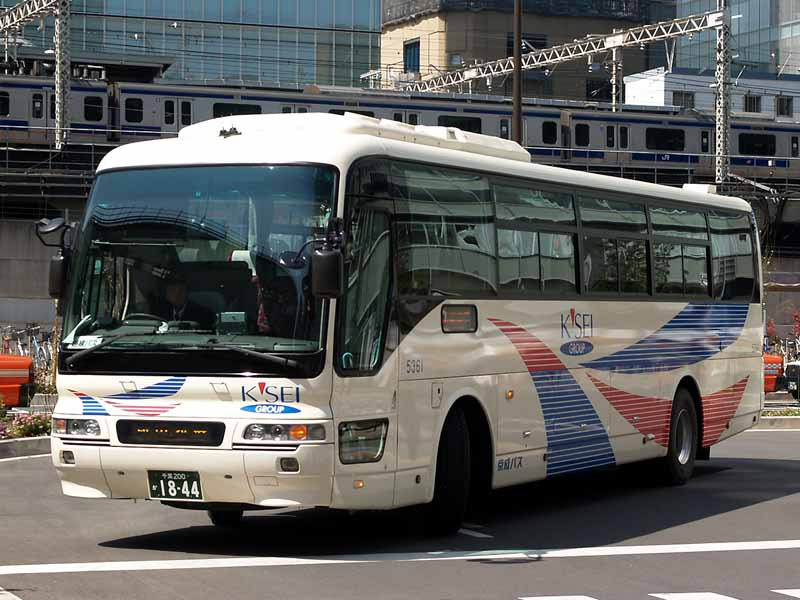
エアロバス

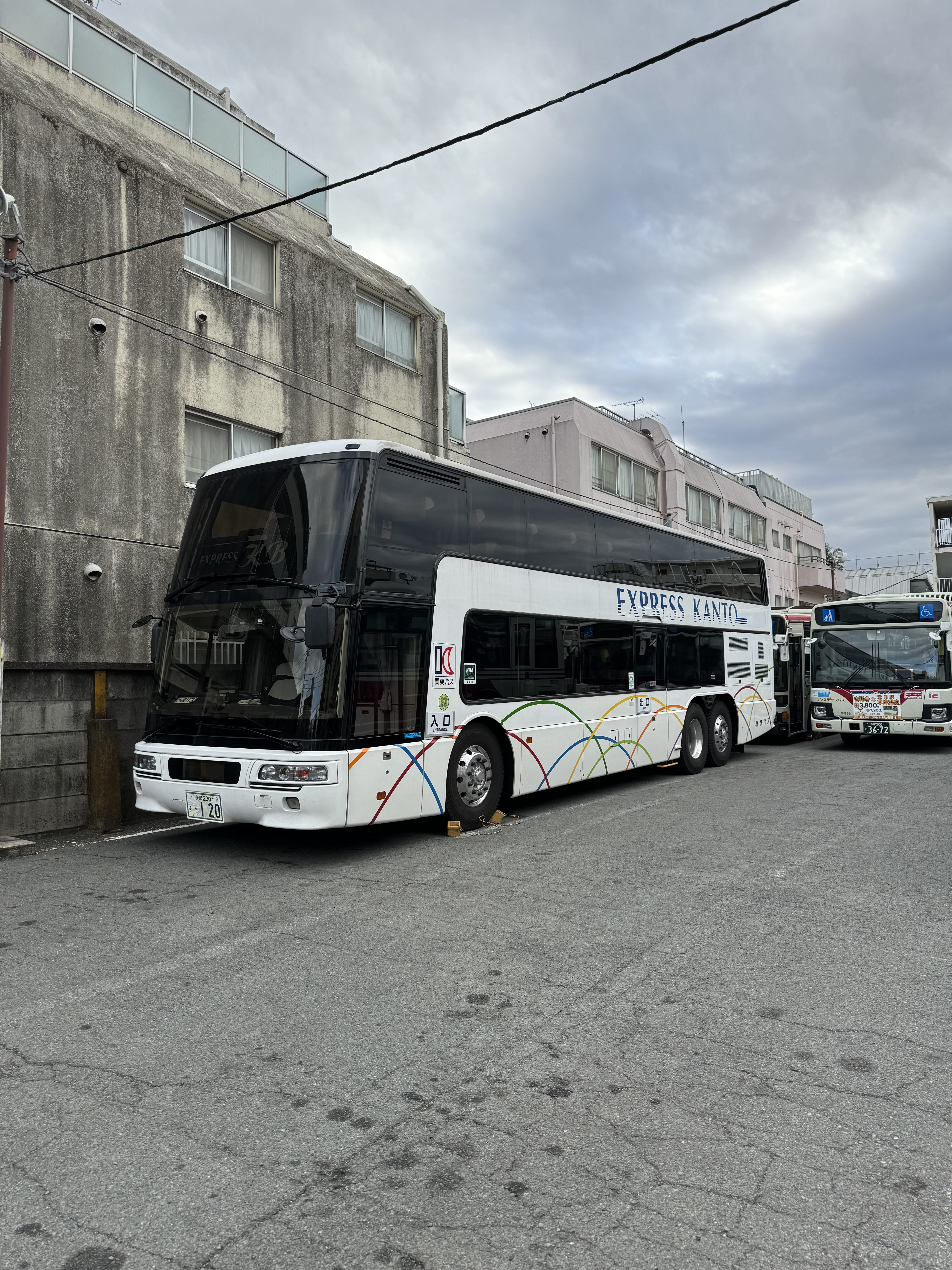
エアロキング

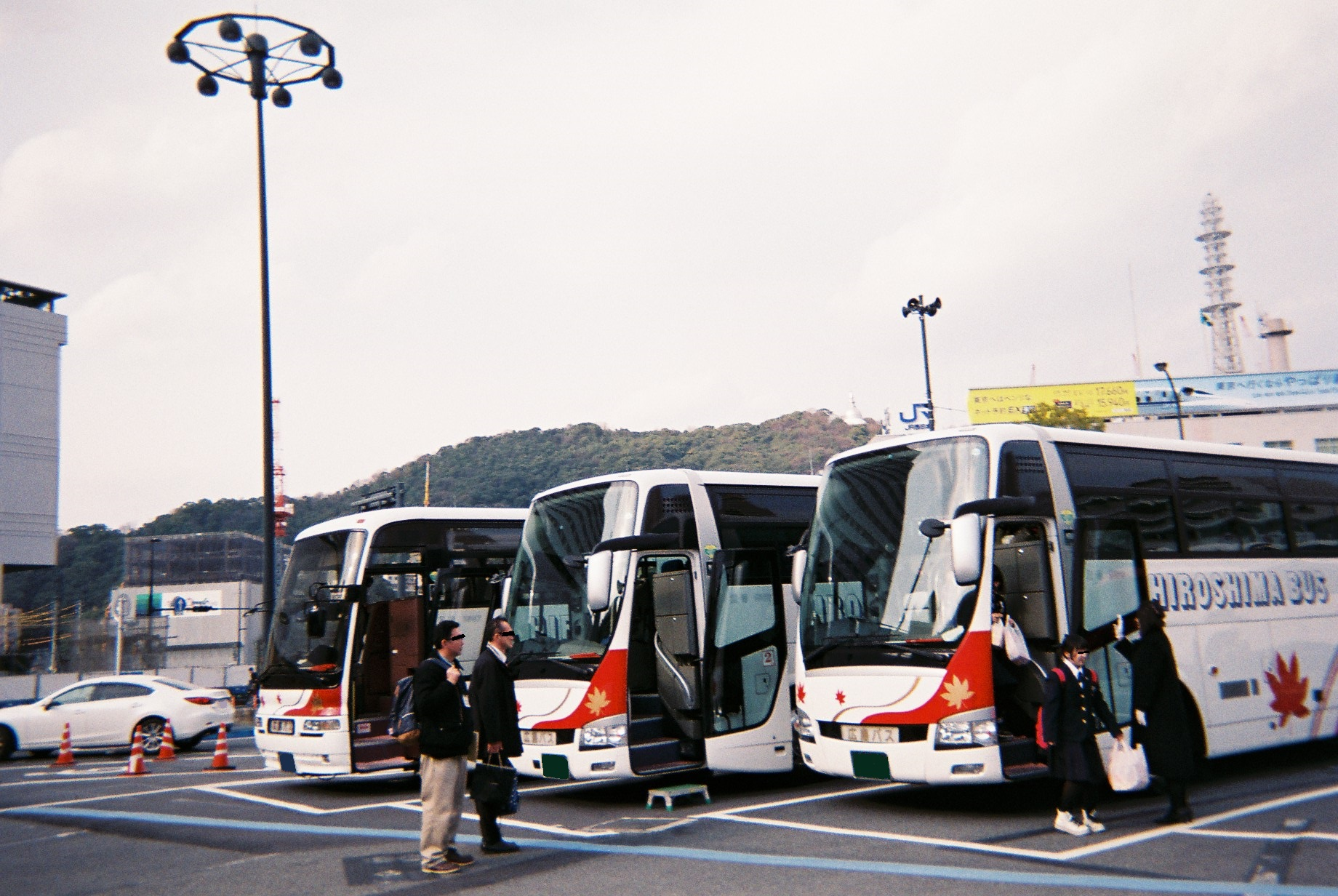
エアロクイーン（2代目） と エアロクイーン（3代目）

特記がない限り、路線バス・観光バス双方の製造。
- 大型観光バス
  - MAR820
  - B806/905/906/907
  - MS512/513系
  - エアロバス（初代）（MS系・ハイデッカー）
  - エアロクィーン（初代）（MU系、MS系・スーパーハイデッカー）
  - エアロバス（2代目）（MS系・ハイデッカー）
  - エアロクィーン（2代目）（MS系・スーパーハイデッカー）
- 大型2階建て観光バス
  - エアロキング（MU系）
- 大型2階建て高速路線バス
  - エアロキング ハイウェイライナー（MU系）
- 大型路線バス
  - ボンネットバス GAシリーズ・Bシリーズ
  - R1・R2
  - R/ARシリーズ
  - MR/MARシリーズ
  - B800シリーズ（路線）
  - MP107/117/517/118/518
  - エアロスター（初代）（MP系）
  - エアロスター-S（AA系・日産ディーゼルスペースランナーRAのOEM供給車）
- 9m大型バス
  - MM104/504/115/515/116/516/115/515/116/516
  - エアロバスMM（MM観光系）
  - エアロミディMM（MM観光系）
  - エアロミディMM（MM路線系）
  - エアロスターMM（MM路線系）
  - ニューエアロスターMM（MM路線系）
  - エアロエース ショートタイプMM（MM観光系）
- 中型バス
  - MR620
  - B6系
  - MK103H
  - MK115/116/515/516
  - エアロミディシリーズ
- 中型路線バス
  -     - エアロミディMK（MK系・9/10.5m中型バス）
    - エアロミディMJ（MJ系・7m中型バス）
    - エアロミディME（ME系・小型ノンステップバス）
    - エアロミディ-S（AR系/AJ系・日産ディーゼルスペースランナーRM・スペースランナーJPのOEM供給車・エンジンは自社製）

### その他
- クレーン車専用シャーシ
  - Kシリーズ
  - ローボーイ

## 海外向けトラックブランド
- ライゾン：アメリカ向け中型トラックブランド

## 販売会社

### 連結統合
- 2006年3月1日付で、ふそう系販売会社36社のうち連結子会社販売会社である26社を統合して「26の会社」という扱いから「26の部門」という扱いになった。これによりふそう系販売会社は地域販売部門26部門と、地元資本会社10社の2つのグループに大別されるようになった（地元資本会社10社の内、函館ふそう、神奈川ふそう、岡山ふそうの3社は三菱ふそうトラック・バス株式会社の持分法適用会社である）。

統合された26社は三菱ふそうトラック・バス本社の国内販売本部長直下の組織とされ、名称は「三菱ふそうトラック・バス ○○ふそう」に統一変更された（○○には旧社名の頭文字に含まれていた地域名が入る）。
- 2007年8月1日付で更に組織改編が行われ、地域販売部門は26から11に集約された（地元資本会社10社との関係は従来通り）。
- 2021年に四国機器のふそうディーラー事業（香川・徳島）と三菱ふそうトラック・バス本体が統括する西四国ふそう（愛媛・高知）を統合し、四国4県を販売エリアとする「四国三菱ふそう販売株式会社」を四国機器95%、三菱ふそうトラック・バス5%の出資比率で設立、同年10月1日に事業を開始[24][25]。

### 販売会社一覧
- 三菱ふそうトラック・バス
  - 北海道ふそう （札幌・旭川・室蘭・釧路・帯広・北見）
  - 東北ふそう （宮城・仙台・福島・いわき・会津（旧宮城ふそう・福島ふそう））
  - 北関東ふそう （水戸・土浦・つくば・宇都宮・とちぎ・那須・群馬（旧茨城ふそう、栃木ふそう、群馬ふそう））
  - 南関東ふそう （浦和・川越・所沢・深谷・春日部・八潮・北本・栗橋・秩父・千葉・市川・柏・袖ヶ浦・茂原・成田・品川・板橋・足立・江東・大田・八王子・西多摩（旧埼玉ふそう、千葉ふそう、東京ふそう））
  - 甲信ふそう （山梨・長野・松本・諏訪（旧山梨ふそう、長野ふそう））
  - 東海ふそう （静岡・浜松・沼津・伊豆・岐阜・飛騨・名古屋・尾張小牧・春日井・一宮・三河・豊田・岡崎・三重・四日市・鈴鹿・伊勢志摩（旧静岡ふそう、名古屋ふそう、三重ふそう））
  - 北陸ふそう （富山・石川・福井（旧富山ふそう、石川ふそう、福井ふそう））
  - 近畿ふそう （滋賀・京都・大阪・なにわ・和泉・堺・奈良・神戸・姫路（旧京滋ふそう、大阪ふそう、兵庫ふそう））
  - 九州ふそう （福岡・北九州・久留米・筑豊・佐賀・大分・長崎・佐世保・熊本・宮崎・鹿児島（旧九州ふそう、長崎ふそう、熊本ふそう、南九州ふそう））
- 函館三菱ふそう自動車販売（函館）
- 青森三菱ふそう自動車販売（青森・八戸・弘前・十和田・五所川原・むつ）
- 岩手三菱ふそう自動車販売（盛岡・盛岡南・花北・水沢・一関・県北・久慈・宮古・釜石・大船渡）
- 太平興業（秋田・能代・横手・大館・山形・米沢・鶴岡・荘内・新潟・長岡・三条・新発田・上越・佐渡・魚沼）：本社は東京都千代田区丸の内。大型自動車の独立資本系販売会社としては日本最大である。
- 神奈川三菱ふそう自動車販売 （横浜・本牧・金沢・戸塚・川崎・横須賀・湘南・相模原）：神奈中グループ（小田急グループ）
- 豊橋三菱ふそう自動車販売（豊橋）
- 和歌山三菱ふそう自動車販売（田辺・和歌山）
- 岡山三菱ふそう自動車販売（岡山東・岡山西・水島・津山・総社）：両備グループの販売会社で、両備ホールディングス（同社の持分法適用会社）と三菱ふそうトラック・バスが50%ずつ出資。
- 三菱ふそう中国地区販売（広島・福山・鳥取・島根・山口・下関（旧広島ふそう、山陰ふそう、山口ふそう→三菱ふそうトラック・バス 中国ふそう））：両備グループの販売会社で、2025年2月より三菱ふそうトラック・バス直轄から業務移管。三菱ふそうトラック・バス（20%）・両備ホールディングス（40%）、両備ファイナンス（40%）の3社共同出資。
- 四国三菱ふそう販売（香川・徳島（旧四国機器）、愛媛・高知（旧三菱ふそうトラック・バス 西四国ふそう））
- 沖縄ふそう自動車（港川・北部・中部）：沖縄バスグループ

かつてはふそう系販売会社でメルセデス・ベンツ製トラック、及びトランスポーターを販売していた。2016年現在ではサービス（修理・整備・部品販売）を受け付けている。なお、メルセデス・ベンツ製のシターロの連節バスは現在もふそう系販売会社が取り扱う。

## 歴代会長・社長
| 代   | 名前                   | 就任          | ～ | 退任          | 年数 | 役職                                              |
| ---- | ---------------------- | ------------- | -- | ------------- | ---- | ------------------------------------------------- |
| 初代 | 宇佐美 隆              | 2003年1月6日  | ～ | 2004年4月16日 | 1.3  | 代表取締役会長 企業倫理担当役員(CBEO)             |
| 2代  | 堀 道夫                | 2004年4月20日 | ～ | 2005年6月27日 | 1.2  | 代表取締役会長                                    |
| 3代  | 江頭 啓輔              | 2005年6月27日 | ～ | 2009年3月27日 | 3.8  | 代表取締役会長 企業倫理担当役員(CBEO)             |
| 4代  | 鈴木 孝男              | 2009年3月27日 | ～ | 2015年4月1日  | 6.0  | 代表取締役会長                                    |
| 5代  | アルバート・キルヒマン | 2015年4月1日  | ～ | 2017年1月1日  | 1.8  | 取締役会長、 ダイムラー・トラック・アジア部門会長 |
| 6代  | 松永 和夫              | 2017年1月1日  | ～ | 2025年3月28日 | 8.2  | 代表取締役会長                                    |
| 7代  | 永塚 誠一              | 2025年3月28日 | ～ | 現在          |      | 代表取締役会長                                    |

| 代   | 名前                   | 就任          | ～ | 退任          | 年数 | 役職                               |
| ---- | ---------------------- | ------------- | -- | ------------- | ---- | ---------------------------------- |
| 初代 | ヴィルフリート・ポート | 2003年1月6日  | ～ | 2005年6月27日 | 2.5  | 代表取締役社長 最高経営責任者(CEO) |
| 2代  | ハラルド・ブルストラー | 2005年6月27日 | ～ | 2009年6月1日  | 3.9  | 代表取締役社長 最高経営責任者(CEO) |
| 3代  | アルバート・キルヒマン | 2009年6月1日  | ～ | 2015年4月1日  | 5.8  | 代表取締役社長 最高経営責任者(CEO) |
| 4代  | マーク・リストセーヤ   | 2015年4月1日  | ～ | 2018年3月31日 | 3.0  | 代表取締役社長 最高経営責任者(CEO) |
| 5代  | ハートムット・シック   | 2018年4月1日  | ～ | 2021年12月1日 | 3.7  | 代表取締役社長 最高経営責任者(CEO) |
| 6代  | カール・デッペン       | 2021年12月1日 | ～ | 現在          |      | 代表取締役社長 最高経営責任者(CEO) |

## 提供番組

### テレビ
- 朝だ!生です旅サラダ（土曜日、朝日放送テレビ制作・テレビ朝日系列全国ネット）
- REDS TV GGR（2008年4月 - 9月。金曜日、テレビ埼玉制作）
- ダンロップフェニックストーナメント（2005年。MBS・宮崎放送共同制作・TBS系列全国ネット）

### ラジオ
※スポンサー降板した番組、三菱自動車工業が「三菱ふそう」ブランドで提供していた番組（●印）を含む。
- TBSラジオ・JRN系列月曜 - 金曜5:30 - 6:30放送枠●
  - 三菱ふそう全国縦断 ひろし・あきらの朝ですよ〜!（1977年1月 - 1978年3月）
  - 三菱ふそう日本縦断 あきら・シゲルのモーニングダッシュ!（1978年4月 - 9月）
  - 三菱ふそう全国縦断・榎さんのおはようさん〜!（1978年10月 - 1998年3月）
  - 三菱ふそうドライバー応援団・生島ヒロシのおはよう一直線（1998年4月 - 。1999年3月で降板）
- エキサイトベースボール（2004年 - 2006年の概ね4月 - 9月。水曜日、TBSラジオ）
- 三菱ふそう presents 熊田曜子 風をあつめて（TOKYO FM）
- ファンキーフライデー（NACK5。9時・10時台のみ）
- 武田鉄矢・今朝の三枚おろし（2010年11月 - 2011年3月。月 - 金、文化放送・NRN）
- 三菱ふそう お出かけ!ヘッドライン（2010年10月 - 2011年3月。月 - 金、TBSラジオ）
- 三菱ふそう “ほっと”インフォメーション（2010年10月 - 2011年3月。月 - 金、TBSラジオ・JRN）
- 山崎真実のサンデー・グッド・サポート（2010年10月 - 2011年3月。日曜日、TBSラジオ）
- オールナイトニッポン（2013年4月1日 - 月 - 金、ニッポン放送・NRN）
  - 乃木坂46のオールナイトニッポン（2024年度のエンディングの協力スポンサー）
- 辛坊治郎ズーム そこまで言うか!（2024年度。木曜日、ニッポン放送）
- ウィークエンドネットワーク（2014年4月 - 。土曜日、TBSラジオ・JRN）
- ニッポン放送ショウアップナイターを始めとするNRNナイター（多くは金曜日。大阪地区は朝日放送ラジオで。LFは木曜日に提供）[26][27]